# Michael Waldenby
Claes Michael Waldenby, född 20 maj 1953 i Spånga, är en svensk kompositör och organist. 

## Biografi
Waldenby studerade vid Kungliga Musikhögskolan i Stockholm, bland annat för Alf Linder (orgel) och Carin Gille-Rybrant (piano). Waldenby tilldelades P A Bergs jeton 1977 och tog solistdiplom i orgel 1981. Han anställdes som körledare i Klara församling i Stockholm 1979 och som organist i Jacobs kyrka i Stockholms domkyrkoförsamling 2002. Waldenby blev 2005 medlem i Föreningen svenska tonsättare.
Från 1979 fram till pensionen ledde Michael Waldenby Stockholms Domkyrkokör (tidigare kallad S:a Clara Motettkör). Waldenby gick i pension 2021, men ger fortfarande egna orgelkonserter, leder ensembler och komponerar musik.
Waldenby publicerade år 2005 det facklitterära verket Människor, myter och musik – senromantikens inflytande på kyrkomusikens utveckling i Stockholm under 1900-talet.
År 2023 tilldelades Michael Waldenby Musikföreningens i Stockholm körtonsättarstipendium.

## Verklista
| Opus               | Tillkomstår          | Titel                                                                  | Besättning                                                                            | Textursprung                                                                                       | Tillägnad                           | Övrigt |
| ------------------ | -------------------- | ---------------------------------------------------------------------- | ------------------------------------------------------------------------------------- | -------------------------------------------------------------------------------------------------- | ----------------------------------- | --- |
|                    | 1971                 | Nu kommen är vår påskafröjd                                            | Blandad kör och orgel                                                                 | 1937 års psalmbok                                                                                  |                                     | Uruppförd på påskdagen i Muskö kyrka. |
| 1                  | 1975                 | Scherzo                                                                | Orgel                                                                                 | |                                     | |
|                    | 1975                 | Sommarljuset                                                           | Damkör                                                                                | Verner von Heidenstam                                                                              |                                     | |
|                    | 1976                 | Toccata - Av himlens höjd                                              | Orgel                                                                                 | |                                     | Skriven för invigningen av orgeln i Hagalund. |
| 2                  | 1976-1978            | Symfoni nr 1                                                           | Orgel                                                                                 | |                                     | D-moll |
| 7                  | 1978                 | Tre Davids psalmer                                                     | Solosång (baryton) och piano                                                          | Bibeln                                                                                             | Olof Andersson                      | Innehåller två (inte tre) stycken: Barmhärtig och nådig samt Jag lyfter. |
| 4 nr 3             | 1978                 | Intermezzo                                                             | Orgel                                                                                 | | Hans Erik Goksöyr                   | |
|                    | 1978                 | Kantat till Djurgårdskyrkans 150-årsjubileum                           | Soli, damkör, flöjt, cello, orgel                                                     | | Günther Niemayer                    | |
|                    | 1978                 | A la nanita nana                                                       | Blandad kör och orgel                                                                 | Folkdikt från Spanien                                                                              |                                     | Vaggsång |
| 5 nr 1             | 1979                 | Du har tagit mitt hjärta                                               | Solosång och piano                                                                    | Höga visan (bibeln)                                                                                |                                     | |
| 5 nr 2             | 1979                 | Du slank och ren                                                       | Solosång och piano                                                                    | Stefan George                                                                                      |                                     | |
| 10                 | 1980                 | Festhymn                                                               | Blandad kör och orgel                                                                 | |                                     | |
|                    | 1980                 | Vinterorgel                                                            | Blandad kör och orkester                                                              | Erik Axel Karlfeldt                                                                                |                                     | |
| 11                 | 1981                 | Adagio espressivo                                                      | Blandad kör och orkester                                                              | |                                     | Alternativt arrangemang av tonsättaren för kör och orgel finns. |
| 4 nr 2             | 1981                 | Cantabile Ass dur                                                      | Orgel                                                                                 | |                                     | |
| 4 nr 1             | 1982                 | Festspel                                                               | Orgel                                                                                 | |                                     | |
| 14                 | 1982                 | Missa brevis                                                           | Blandad kör                                                                           | |                                     | |
|                    | 1982                 | Påskhymn                                                               | Blandad kör                                                                           | |                                     | "Du segern oss förkunnar" |
|                    | 1983                 | Introitus solemnis                                                     | Blandad kör och orgel                                                                 | |                                     | Alternativ titel: Introitus solennis. "Fröjda dig storligen": på 1:sta advent. Utgiven av Wessmans 1992. |
| 13                 | 1983                 | Ithaka                                                                 | Solosång (sopran) och orgel eller stor orkester                                       | Oscar Levertin                                                                                     |                                     | Två arrangemang finns, sopran + orgel samt sopran + stor orkester. |
|                    | 1983                 | Tre legender                                                           | Piano                                                                                 | |                                     | |
| 17                 | 1984                 | Juloratorium                                                           | Blandad kör, soli (sopran och baryton) samt orkester (stråkar, oboe, harpa, orgel)    | |                                     | Två avdelningar: Vision samt Vid Betlehem. Finns inspelad med Stockholms domkyrkokör under ledning av tonsättaren: NOSAGCD231 (2017). Solister: Maja Frydén, Jeremy Carpenter. Piano: Lars-David Nilsson |
|                    | 1985                 | Epilog                                                                 | Orgel                                                                                 | |                                     | |
| 19                 | 1985                 | Marcia funebre                                                         | Orgel                                                                                 | | ad N.B.                             | |
| 18 nr 1            | 1985                 | Morgonsång                                                             | Solosång och piano                                                                    | Höga visan (bibeln)                                                                                |                                     | |
|                    | 1986                 | Fem Karlfeldtsånger                                                    | Solosång och piano                                                                    | Erik Axel Karlfeldt                                                                                |                                     | Endast två av fem sånger finns: Flora och Bellona samt Serenad. |
| 8                  | 1986                 | Fem motetter                                                           | Blandad kör (de facto damkör) och orgel                                               | |                                     | Samtliga satser indragna utom Ave maris stella för damkör och orgel. |
| 21                 | 1986                 | Fyra allvarliga sånger                                                 | Solosång (mezzosopran) och piano                                                      | |                                     | Tre sånger tros existera: O du som ser och du som vet, En dunkel örtagård samt en med okänd titel. |
| 22                 | 1986                 | Sinfonischer Prolog                                                    | Orgel                                                                                 | |                                     | |
|                    | 1987                 | Adventshymn                                                            | Solosång och piano                                                                    | Edvard Evers                                                                                       |                                     | Sannolikt skriven till Lars-Ewe Nilsson. |
|                    | 1987                 | Carillon                                                               | Orgel                                                                                 | | E. Sonny Petersson                  | Beställningsverk för TV-sänd påskgudstjänst. |
|                    | 1987                 | Davids XVIII psalm                                                     | Solosång (mezzosopran), kör, piano eller orgel                                        | | Per Arne Dahlin                     | Komponerad till Dahlins avskedspredikan i S:a Clara kyrka. |
| 23                 | 1987                 | Koralstudier                                                           | Orgel                                                                                 | | E. Sonny Petersson                  | Fyra satser ingår: In modo antiquo, Improvisazione, Intonazione samt Golgata (finns även med recitation). |
|                    | 1988                 | Alla sarabanda                                                         | Orgel                                                                                 | |                                     | |
| 26                 | 1988                 | Fyra sånger ur den heliga skrift                                       | Blandad kör a cappella                                                                | |                                     | Ingår: Människan av kvinna född; Herre straffa mig icke i din vrede; Toge jag morgonrodnadens vingar; Gräset torkar bort. |
|                    | 1988                 | Herdarna                                                               | Orgel                                                                                 | | Bo Urban Nordgren                   | |
| 31                 | 1988                 | Konzert-Allegro                                                        | Cello och piano                                                                       | |                                     | |
| 28                 | 1989                 | Antiche danze ed arie                                                  | Orgel                                                                                 | |                                     | Ingår: Preludio; Tempo di gavotta; Corrente; Alla polacca. |
|                    | 1989                 | Betlehem                                                               | Orgel                                                                                 | | Bo Urban Nordgren                   | |
| 30                 | 1989                 | Tre fantasistycken                                                     | Orgel                                                                                 | |                                     | Ingår: Betlehem; Herdarna. Sista satsen fattas, hette Vise konungars marsch. |
|                    | 1989, 1991           | Fem dikter av Verner von Heidenstam                                    | Solosång (baryton) och orgel                                                          | | Michael Svedberg                    | Ingår: Jutta kommer till Folkungarna (1989); Paradisets timma (1989); Om tusen år (1989); Hertig Magnus grav i Vadstena (1991); Bildskäraren (1991). |
|                    | 1990                 | Entrata festiva                                                        | Blandad kör och orgel                                                                 | |                                     | |
|                    | 1990                 | Maria i törneskog                                                      | Damkör och piano                                                                      | |                                     | |
| 32 nr 1            | 1990 (10-12/9)       | En brusten lyra                                                        | Blandad kör och piano                                                                 | Nils Bolander                                                                                      |                                     | |
| 32 nr 2            | 1990 (16/12, Kisa)   | Jungfru Maria i rosengård                                              | Solokvartett och piano                                                                | Viktor Rydberg                                                                                     |                                     | |
| 29                 | 1991                 | Den 29:e psalmen                                                       | Dubbelkör a cappella                                                                  | |                                     | |
| 33                 | 1991                 | Etyder (Etüden für die Orgel)                                          | Orgel                                                                                 | | Per Thunarf                         | Innehåller åtta satser. |
|                    | 1991                 | Goder afton                                                            | Trestämmig kör (SAB)                                                                  | | S:a Clara Ungdomskör                | Arrangemang av luciasånger, ingår utöver Goder afton även Luciasången, Bereden väg för herran, Staffan Stalledräng; Nu tändas tusen juleljus. |
|                    | 1991                 | Hosiannah!                                                             | Blandad kör och orkester                                                              | Gustav Fröding                                                                                     |                                     | |
|                    | 1991                 | Ûber die Geburt Jesu                                                   | Solosång (mezzosopran) och piano                                                      | Gryphius                                                                                           | Maria Höglind                       | |
|                    | 1991                 | Ur kantat vid jubelfestpromotionen 1877                                | Solosång och piano                                                                    | Viktor Rydberg                                                                                     |                                     | Skriven till Rydbergjubileet. |
|                    | 1992                 | Aria, intermezzo e variazione                                          | Orgel                                                                                 | |                                     | Ursprungligen tänkt att ingå i Antiche danze ed arie. |
|                    | 1992                 | Canzonetta                                                             | Orgel                                                                                 | |                                     | Ursprungligen tänkt att ingå i Antiche danze ed arie. |
|                    | 1992                 | Härlig är jorden                                                       | Blandad kör                                                                           | |                                     | Arrangemang av psalmmelodin för blandad kör. |
|                    | 1992                 | Decembernatt                                                           | Blandad kör                                                                           | Daniel Fallström                                                                                   |                                     | Hör ihop med Vårbräckning. |
|                    | 1992                 | Vårbräckning                                                           | Blandad kör                                                                           | Ola Hansson                                                                                        |                                     | Hör ihop med Decembernatt. |
| 37                 | 1992                 | Gammal svensk julkantat                                                | Blandad kör och piano                                                                 | Oscar Levertin                                                                                     | Bo Urban Nordgren                   | Finns inspelad med Stockholms Domkyrkokör under ledning av tonsättaren: NOSAGCD231 (2017). Pianist: Lars-David Nilsson. Även på Youtube med Hedvig Eleonora kammarkör under ledning av Pär Fridberg med Ivetta Irkha vid pianot (inspelad 14 december 2019): https://www.youtube.com/watch?v=hDiqnMSRul8 |
| 19B                | 1992                 | Marcia Festiva                                                         | Orgel                                                                                 | |                                     | |
|                    | 1992                 | Missa a tre voci                                                       | Blandad kör och piano                                                                 | |                                     | |
|                    | 1992                 | Statt upp var ljus                                                     | Solosång (dramatisk baryton) och orgel                                                | |                                     | Komponerad för trettondagen. |
| 36                 | 1992/1993            | Svit                                                                   | Orgel                                                                                 | |                                     | Ingår: Molto agitato; Tempo di minuetto; Perpetum mobile; Serenata; Toccata di concerto. Till återinvigningen av Lofta kyrkas orgel 21 december 1992. Finns utgiven av Runa Nototext och ett exemplar finns på Musik- och teaterbiblioteket. |
|                    | 1992                 | Vi alla som utan slöja                                                 | Kör och piano                                                                         | Bibeltext                                                                                          |                                     | Texten vald av Christer Stendal (som fick originalmanuskriptet i present). |
| 38                 | 1993 24/7            | Salomos ensamhet                                                       | Blandad kör och piano                                                                 | |                                     | Ingår: Salomos månhymn; Salomos ammas väfvisa (nr 2); Drömmen om mullen och vindarne (nr 3) |
|                    | 1994                 | Alienor                                                                | Blandad kör och piano                                                                 | Oscar Levertin                                                                                     |                                     | |
|                    | 1994                 | Elegi                                                                  | Blandad kör a cappella                                                                | Tomas Tranströmer                                                                                  | Gustaf Sjökvist                     | Beställd av Gustaf Sjökvists Kammarkör för dess tioårsjubileum. |
|                    | 1994(?)              | Sub luna                                                               | Blandad kör och piano                                                                 | Erik Axel Karlfeldt                                                                                |                                     | |
| 34                 | 1994                 | Symfoni nr 2                                                           | Orgel                                                                                 | |                                     | D-dur |
| 35                 | 1995                 | Fem latinska motetter                                                  | Blandad kör a cappella                                                                | Bibeln, latinsk poesi                                                                              | Maria Fogelström                    | Ingår: Rex virtutis; Ave maris stella; Caelos ascendit hodie; Exultate Deo; Hominis Dies. På initiativ av Maria Fogelström. Finns utgiven av Runa Nototext, ISBN 9179100430. |
| 41                 | 1995                 | Requiem                                                                | Blandad kör och orkester                                                              | |                                     | Ofullbordat |
|                    | 1997                 | Fyra sånger (till dikter av Edith Södergran)                           | Solosång (sopran) och piano                                                           | Edith Södergran, Christina Rossetti                                                                |                                     | |
| 42                 | 1997                 | Songs of the night wind                                                | Blandad kör a cappella, vissa satser med solokvartett                                 | Matthew Arnold                                                                                     |                                     | Ingår: Songe 17; Blow, blow, thou winter wind; Virtue; The lamb; When Mary through the garden went; Dover beach (utan inbördes ordning, Dover beach är nr 6, komponerad 1996). |
|                    | 1998                 | Lyckokatt                                                              | Solosång och piano                                                                    | Edith Södergran                                                                                    |                                     | |
|                    | 1998                 | Månljuset                                                              | Solosång och piano                                                                    | Edith Södergran                                                                                    |                                     | |
|                    | 1998                 | Nocturne                                                               | Solosång och piano                                                                    | Edith Södergran                                                                                    |                                     | |
|                    | 1998                 | Sången på berget                                                       | Solosång och piano                                                                    | Edith Södergran                                                                                    |                                     | |
|                    | 1998                 | Schliesse mir die Augen beide                                          | Solosång och piano                                                                    | Theodor Storm                                                                                      |                                     | |
| Finns men är okänt | 1998                 | The Mermaid and other poems by William Butler Yeats                    | Solosång (tenor) och piano                                                            | W.B. Yeats                                                                                         |                                     | Ingår: A poet to his beloved; He gives his beloved certain rhymes; He reproves his curlew; The Mermaid; The empty cup; The poet mourns for the loss of love; When you are old; The sorrow of love. |
|                    | 1998                 | Ûber die Heide                                                         | Solosång och piano                                                                    | Theodor Storm                                                                                      |                                     | |
|                    | 1998 6/12            | Nu är advent                                                           | Trestämmig damkör och piano                                                           | Erik Natanael Söderberg                                                                            |                                     | |
| 44                 | 2000                 | Six poems by Christina Rossetti                                        | Solosång och piano                                                                    | Christina Rossetti                                                                                 |                                     | Ingår: A birthday; Last prayer; Bitter for sweet; In an artist's studio (44:5, finns utgiven av Svensk musik); Song. |
|                    | 2000                 | Tota pulchra est                                                       | Solosång (sopran) och piano                                                           | |                                     | |
|                    | 2001                 | Lied des Harfenmädchen                                                 | Solosång och piano                                                                    | Theodor Storm                                                                                      |                                     | |
|                    | 2001                 | Rhapsodie des noëls                                                    | Solosång (mezzosopran), blandad kör och trumma                                        | |                                     | |
| 47                 | 2001                 | Sju nya motetter                                                       | Blandad kör a cappella                                                                | |                                     | Ingår: Regina coeli; Ave Maria; Tantum ergo; O salutaris hostia; Benedicamus Domino; Domino audiutor meo; Veni creator spiritus. |
|                    | 2002                 | Missa S:ti Jacobi                                                      | Blandad kör a cappella                                                                | | Jakobs kyrka                        | |
| 49                 | 2002-2006            | Liber ecclesiastes                                                     | Blandad kör och cello                                                                 | Bibeln                                                                                             |                                     | Ingår: Verba ecclesiastes; Et haec non vanitas est; Omnia tempus habent; Dulce lumen, Memento Creatoris tui; Deum time (epilog). Utgiven av Carus (7.386). |
|                    | 2004                 | En dalande dag, en flyktig stund                                       | Blandad kör                                                                           | Psalm i 1937 års psalmbok                                                                          |                                     | |
|                    | 2005(?)              | Introitus - Sänd ditt ljus                                             | Blandad kör a cappella                                                                | |                                     | |
| 51                 | 2006                 | Ales stenar                                                            | Blandad kör a cappella                                                                | Anders Österling                                                                                   | KFUM Ursus kammarkör                | Omarbetad ett flertal gånger. |
|                    | 2006                 | Ave Maria                                                              | Blandad kör a cappella                                                                | |                                     | D-moll |
| 52                 | 2006-2008            | Svit för två orglar och piano                                          | Två orglar och piano                                                                  | |                                     | Ingår: Preludium; Trauerzug; Irrlichter; Sommernacht; Fanfar ("Domprostfanfar", skriven till Hakon Långströms sextioårsdag). |
|                    | 2007 6/1             | Omnes de Saba venient                                                  | Blandad kör a cappella                                                                | Texten på Marcuskyrkans i Venedig webbsida                                                         |                                     | För trettondagen, ursprungligen Omnes de Saba veniet. Finns inspelad av Stockholms domkyrkokör under ledning av tonsättaren (NOSAGCD229). |
|                    | 2007(?)              | Vårvisa (Gott majeregn giv)                                            | Fyra röster                                                                           | Lars Wivallius                                                                                     |                                     | |
|                    | 2007                 | Ave verum corpus                                                       | Blandad kör och orgel                                                                 | |                                     | |
| 54                 | 2008 11/4 kl. 22:23  | Visby                                                                  | Solokvartett och piano                                                                | Verner von Heidenstam                                                                              |                                     | Uruppförd i Storkyrkan i Stockholm den 12 april 2008 kl. 13. Finns utgiven av Svensk Musik och tillgänglig på Youtube: https://www.youtube.com/watch?v=PYQf8w9iqcI (piano: Majsan Dahling, kvartett ur Stockholms Domkyrkokör) |
|                    | 2008(?)              | Jorum                                                                  | Damkör och marimba                                                                    | |                                     | Beställd av Göteborgsoperans kör (David Lundblad). |
|                    | 2008 11/5 kl. 08:40. | Fiat lux                                                               | Blandad kör a cappella                                                                | |                                     | Komponerad till återinvigningen av Storkyrkans sjustake (tidigare belagd med eldförbud) på pingstdagen 2008. Finns inspelad av Stockholms domkyrkokör under ledning av tonsättaren (NOSAGCD229). |
|                    | 2008                 | Låt brusa, barn, låt brusa                                             | Blandad kör a cappella                                                                | Erik Axel Karlfeldt (ur Hösthorn), ursprungligen tysk folkvisa: Lass rauschen, Lieb, lass rauschen | Kongl. Teknologkören                | På initiativ av Peter Röhss (f.d. Modin). Uruppförd av Kongl. Teknologkören 1 juni 2008 på Confidencen under ledning av Florian Benfer. Finns utgiven av Notfabriken i boken Flerstämt: ficksångbok för körsångare, ISBN 9789186825027. |
|                    | 2008                 | Staffansrapsodi                                                        | Kvartett och piano                                                                    | |                                     | |
|                    | 2009                 | Et descendit spiritus sanctus                                          | Blandad kör                                                                           | | Mary Ljungquist Hen                 | Beställningsverk av Kungl. Hovstaterna. |
| 55                 | 2009 2/4             | Ira agni                                                               | Blandad kör, mezzosopran, solokvartett, piano                                         | Uppenbarelseboken, bibeln (Apocalypsis Iohannis)                                                   | Arthur Sjögren och Pro Arte Singers | Finns inspelad av Stockholms domkyrkokör under ledning av tonsättaren (NOSAGCD229) med Maja Frydén som sopransolist och Majsan Dahling som pianist. Även på Uoutube med Miriam Treichl (mezzo) och Joakim Andersson vid pianot: https://www.youtube.com/watch?v=7rwe68mr0ls |
|                    | 2009                 | Tre kvartetter                                                         | Solokvartett och piano                                                                | | Christian Bolin och Bolinkvartetten | Beställningsverk. Ingår: Kung Liv och drottning Död (Levertin); Vi människor (V. von Heidenstam); Ett drömackord (G. Fröding). |
| 56                 | 2010 12/2            | The Wild Swans at Coole                                                | Solosextett eller blandad kör, piano eller orkester                                   | William Butler Yeats                                                                               |                                     | Finns inspelad av Stockholms domkyrkokör under ledning av tonsättaren (NOSAGCD229) med Majsan Dahling som pianist. Även på Youtube med Joakim Andersson som pianist: https://www.youtube.com/watch?v=7rwe68mr0ls |
| 53                 | 2010                 | Konsertfantasie för åtta traktorer                                     | Åtta traktorer                                                                        | |                                     | |
|                    | 2010 16/5 kl. 21:58  | Psalmus XLI                                                            | Blandad kör a cappella                                                                | |                                     | "Quemadmodum desiderat cervus ad fontes aquarum" |
|                    | 2010 26/5            | Corona vitae                                                           | Blandad kör a cappella och solosopran                                                 | Uppenbarelseboken (bibeln) 2:10                                                                    | Sara Kjellerhag                     | Finns utgiven av GIA publications, Inc. (2014), G-8798 (800.442.1358). Finns inspelad av Stockholms domkyrkokör under ledning av tonsättaren (NOSAGCD229) med Maja Frydén som sopransolist och Majsan Dahling som pianist. |
|                    | 2010                 | Mot aftonen                                                            | Solosextett och piano                                                                 | Erik Axel Karlfeldt                                                                                |                                     | Ingår som första satsen i Yttersta domen, op. 67. |
|                    | 2011                 | Sigurd Jorsalafar                                                      | Solokvartett och piano                                                                | Gustav Fröding                                                                                     |                                     | |
|                    | 2011                 | Svit ur "Vägmärken"                                                    | Solosång (tenor) och piano                                                            | Dag Hammarskjöld                                                                                   |                                     | |
|                    | 2011                 | The rising of the wind and waters                                      | Mezzosopran, kör och piano                                                            | Elizabeth I                                                                                        |                                     | Beställningsverk för Uppenbarelsekyrkans i Hägersten 50-årsjubileum. |
|                    | 2011                 | Till österland                                                         | Duett för mezzo och baryton med pianoackompanjemang                                   | |                                     | Skriven och framförd på julafton (midnattsmässan). |
|                    | 2012                 | Dalvisa med variationer                                                | Orgel                                                                                 | |                                     | |
|                    | 2012                 | Ich sehe dich in tausend Bildern                                       | Solosång och piano                                                                    | Novalis                                                                                            | Ingrid Tobiasson                    | Uruppförd av Ingrid Tobiasson med Magnus Svensson vid pianot i december 2012. |
|                    | 2012                 | Den höjes sång                                                         | Solosång (tenor) och piano                                                            | Snorre Sturlasson                                                                                  |                                     | |
|                    | 2012                 | Fantasi över Gustav II Adolfs fältpsalm                                | Orgel                                                                                 | |                                     | Finns ej noterad. |
|                    | 2012                 | Kommer aldrig solen                                                    | Blandad kör a cappella                                                                | August Strindberg                                                                                  |                                     | Hör ihop med Välkommen åter snälla sol. |
|                    | 2012                 | Välkommen åter snälla sol                                              | Blandad kör a cappella                                                                | August Strindberg                                                                                  |                                     | Hör ihop med Kommer aldrig solen. Skriven till friluftsgudstjänst i Kungsträdgården. |
|                    | 2012                 | Dixit quippini beati qui audiunt verbum Dei et custodiunt              | Blandad kör a cappella                                                                | |                                     | |
|                    | 2012                 | Stjärngossar                                                           | Solosång och piano                                                                    | Erik Axel Karlfeldt                                                                                |                                     | |
|                    | 2013                 | Kristinas aforismer (undertitel: Skönheten är inte vad den synes vara) | Hög sopran och piano vänster hand                                                     | Drottning Kristina                                                                                 |                                     | Finns inspelad av Stockholms domkyrkokör under ledning av tonsättaren (NOSAGCD229) med Maja Frydén som sopransolist och Majsan Dahling som pianist. |
|                    | 2013 6/10            | Introitus: Beati quorum                                                | Blandad kör a cappella                                                                | | Stockholms domkyrkokör              | |
|                    | 2013                 | Terribilis est                                                         | Blandad kör a cappella                                                                | Bibeln                                                                                             |                                     | |
|                    | 2014 5/1 kl. 23:25   | Beati qui audiunt verbum Dei                                           | Blandad kör a cappella                                                                | |                                     | Skriven för trettondagen. |
|                    | 2014                 | Goethevertonungen                                                      | Solokvartett och piano                                                                | J.W. von Goethe                                                                                    |                                     | Ingår: Wanderers Nachtlied 1* & 2; Elfenlied*; Töne lied aus weiter verne*; Gesang der Geister über den Wassern*; Aeolsharfen (för två röster, sopran och baryton). Den sistnämnda finns inspelad (NOSAGCD229) med Maja Frydén som sopransolist, Jeremy Carpenter som barytonsolist och Majsan Dahling som pianist. Med asterisk markerade sånger förekommer på denna youtubeinspelning: https://www.youtube.com/watch?v=PYQf8w9iqcI |
|                    | 2014                 | I ett arktiskt rike                                                    | Sopran och blåsorkester                                                               | Majken Johansson                                                                                   |                                     | Flera korta sånger ingår |
| 58                 | 2014                 | Poème basque                                                           | Blandad kör a cappella                                                                | Kirmen Uribe                                                                                       |                                     | "Ez eman hautatzeko" https://www.youtube.com/watch?v=cGYGUph0WNQ (Stockholms Domkyrkokör under ledning av tonsättaren.) |
|                    | 2014                 | Psaltare och lyra                                                      | Solosång (mezzosopran) och piano                                                      | Erik Axel Karlfeldt                                                                                |                                     | |
|                    | 2015                 | Dialogue sur les grandes jeux                                          | Orgel                                                                                 | | Anders Johnsson                     | För dokumentation av sju orglar i Skåne. |
|                    | 2015 23/9            | O död, du svikfull äst                                                 | Solosång och piano                                                                    | Lars Wivallius                                                                                     | Kristina Ljunggren                  | |
|                    | 2015                 | Konradslied                                                            | Mezzo, blandad kör, ungdomskör, flickkör, församling, blåsorkester, pukor, tysk orgel | | Steffen Schreier                    | Till Konradsfesten, 22 nov 2015, i Konstanz Münster. |
|                    | 2016                 | Stabat mater (terza parte: Virgo virginum)                             | Solokvartett och piano                                                                | |                                     | |
|                    | 2016                 | Långlivad ålderdom                                                     | Solosång (baryton) och piano                                                          | Anders Österling                                                                                   |                                     | Finns inspelad (NOSAGCD229) med Jeremy Carpenter som barytonsolist och Majsan Dahling som pianist. |
|                    | 2016                 | Altes Marien- und Weihnacthslied                                       | Solosång och piano (für eine Singstimme mit Pianoforte)                               | Tysk hymn (Det är en ros utsprungen)                                                               | Maja Frydén                         | Finns utgiven av Svensk Musik. |
|                    | 2019                 | Veni, dilecte mi!                                                      | Sång för tre sopraner och piano                                                       | Bibeln (Höga Visan)                                                                                | Nina Fylkegård                      | Uruppförd på Nina Fylkegårds bröllop i Ösmo kyrka första lördagen i september 2019 av Ariadna Reguant Qvarsebo, Lena Espmark och Sandra Tjellander, med tonsättaren vid pianot. |
| 66                 | 2019                 | Dödens Engel                                                           | Oratorium för sopransolo, blandad kör och orkester                                    | J.O. Wallin                                                                                        |                                     | Uruppförd i Storkyrkan i Stockholm den 16 december 2022. Sigrid Vetleseter Bøe, sopran Stockholms Domkyrkokör Medlemmar ur Kungliga Hovkapellet Dirigent, tonsättaren själv Inspelning med film tillgänglig: https://www.youtube.com/watch?v=M1NNP9Zdnzk |
| 67                 | 2020                 | Yttersta domen                                                         | Solosextett och piano                                                                 | Erik Axel Karlfeldt                                                                                |                                     | Finns inspelad och offentligt tillgänglig i två versioner från 2021: https://www.youtube.com/watch?v=EOXgFaw38e4 (Nigar Dadasheva vid pianot) respektive https://www.youtube.com/watch?v=NGjCZvw94-0 (tonsättaren vid pianot), båda med sextetter ur Stockholm domkyrkokör. |
|                    | 2020                 | Det brinner en stjärna...                                              | Blandad kör och piano                                                                 | Paul Nilsson                                                                                       | Sandra Tjellander                   | |
|                    |                      |                                                                        |                                                                                       | |                                     | |

- Nordisk lyrik op. 40 för tenor och piano (finns registrerad hos STIM men är sönderbruten i mindre delar och förekommer inte som sammanhållet verk)